# Рунге, Элмар Антонович
Элмар Антонович Рунге (29 апреля 1922, Saku Rural Municipality — 14 декабря 2004, Таллин) — советский борец вольного и классического стилей, чемпион и призёр чемпионатов СССР, мастер спорта СССР (1948). Занимался борьбой с 1939 года. Участник Великой Отечественной войны.

## Спортивные результаты
- Чемпионат СССР по классической борьбе 1947 года — ;
- Чемпионат СССР по вольной борьбе 1947 года — ;
- Чемпионат СССР по вольной борьбе 1950 года — ;
- Чемпионат СССР по вольной борьбе 1953 года — ;
- Вольная борьба на летней Спартакиаде народов СССР 1956 года — ;